# Nhlanhla Khuzwayo
Nhlanhla Brilliant Khuzwayo (Umlazi, 9 febbraio 1990) è un ex calciatore sudafricano, di ruolo portiere.

## Carriera

### Club
Ha sempre giocato nel campionato sudafricano.

### Nazionale
Ha esordito in nazionale nel 2012.